# 헬리 말롱고 항공
헬리 말롱고 항공(영어: Heli Malongo Airways)은 앙골라의 항공사로 루안다에 본사를 두고 있으며 루안다 콰트루 드 페베레이루 공항을 거점으로 운항하고 있다. 현재 이 항공사는 EU 역내 취항 금지 항공 회사 목록 리스트에 들어 가면서 유럽 취항을 전면 금지시켰다.